# Winkelcentrum

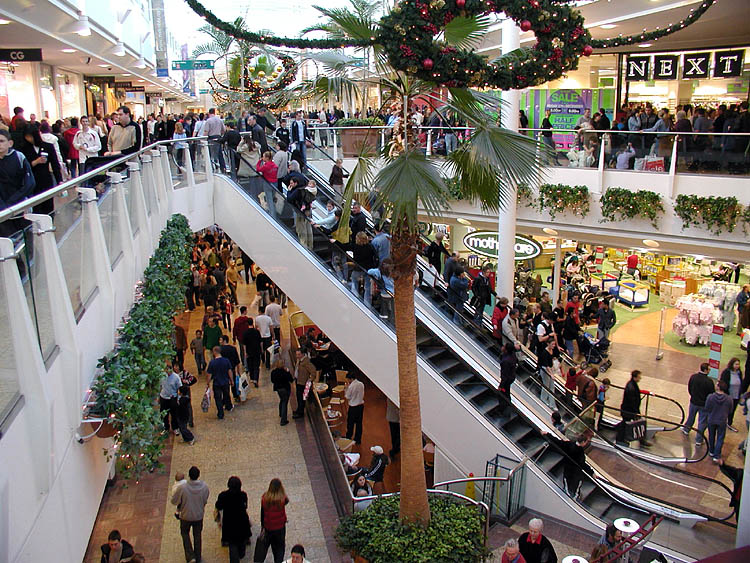
The Mall, Bristol, Verenigd Koninkrijk

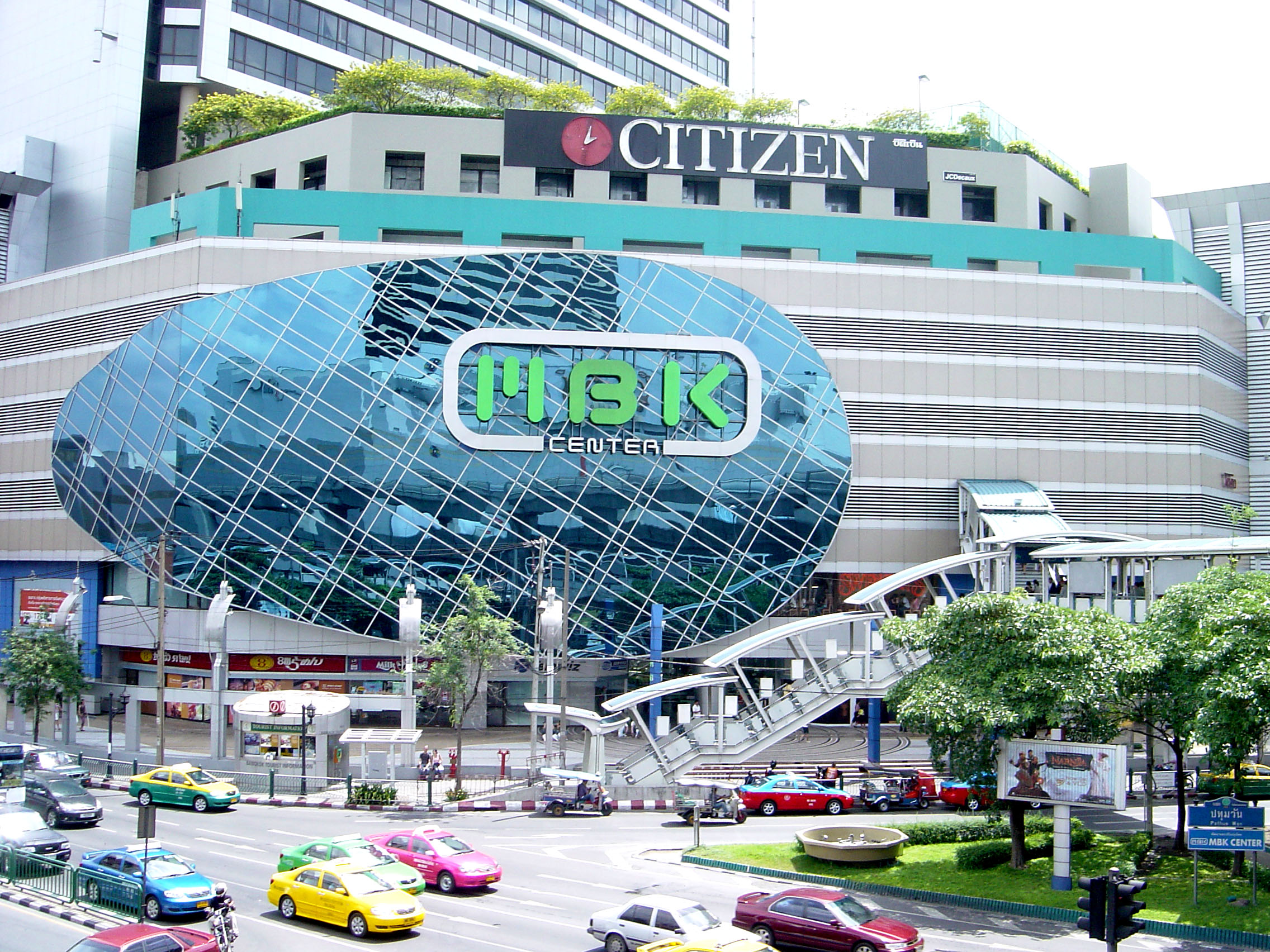
MBK Center, een winkelcentrum in Bangkok, Thailand

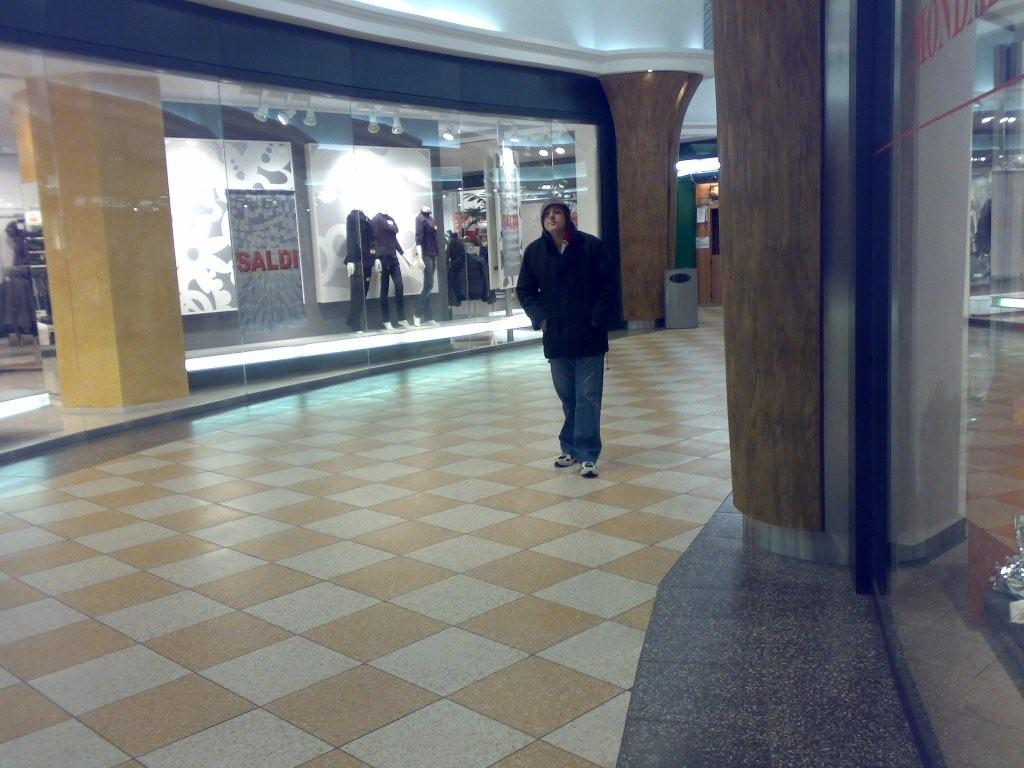
Centrum Torri Bianche in Vimercate, (Italië)

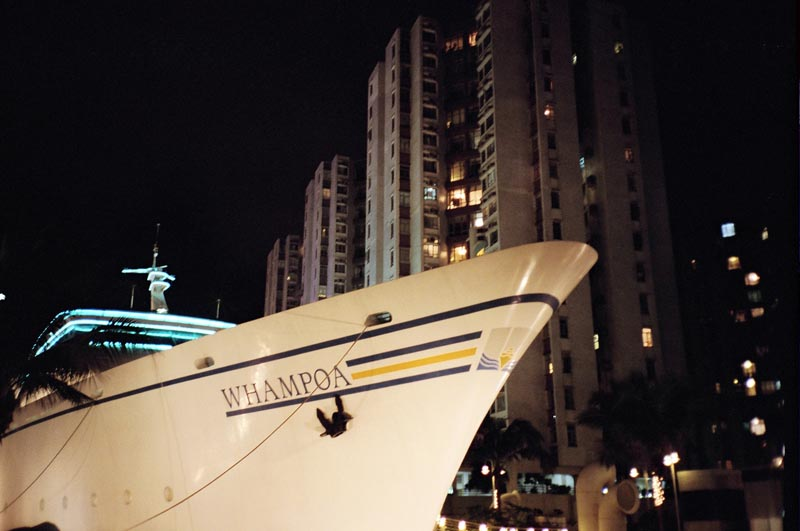
Whampoa Mall, Hong Kong

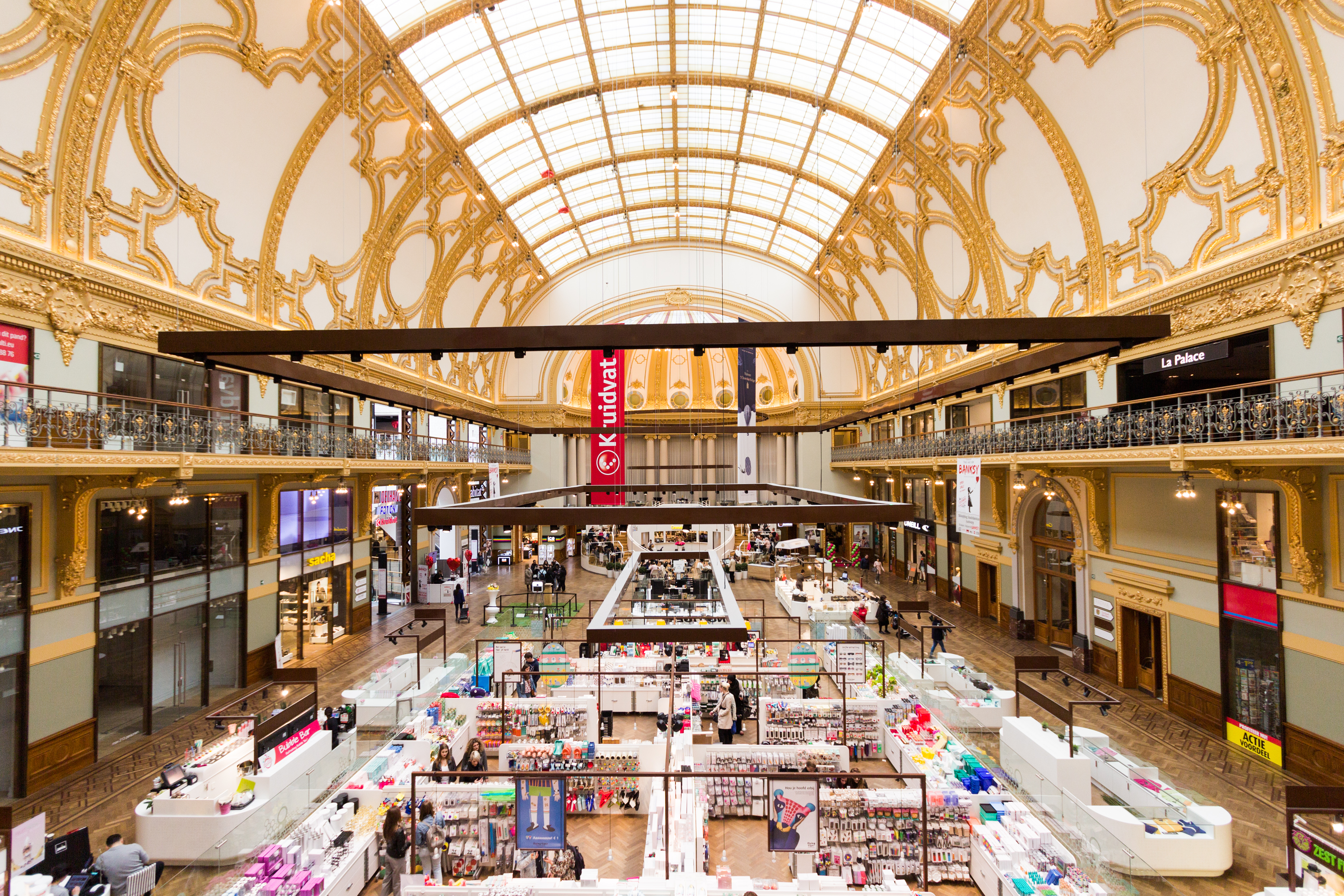
Stadsfeestzaal, Antwerpen

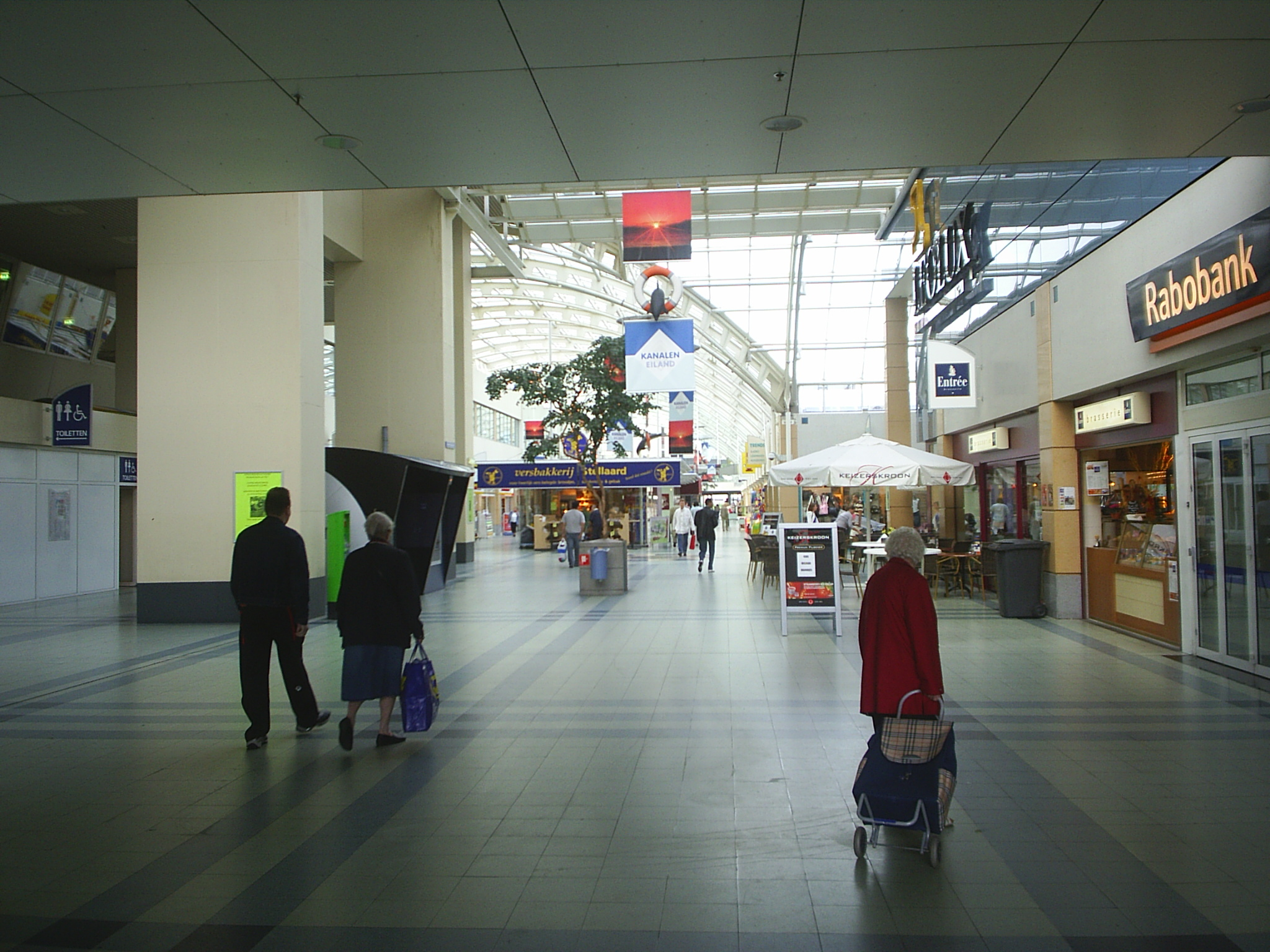
Winkelcentrum "Kanaleneiland", gelegen in de gelijknamige Utrechtse wijk

Een winkelcentrum of winkelcomplex is een gebouw of een reeks gebouwen waarin meerdere winkels zijn gevestigd, verbonden door gangen die het de klanten gemakkelijk maken om van winkel naar winkel te lopen. Winkelcentra zijn meestal voorzien van grote parkeerplaatsen.
Winkelcentra zijn er in vele maten en soorten. Vaak is de aankleding, tijdens feesten en dergelijke, themagericht zoals rond de kersttijd met kerstverlichting en een kerstboom.

## Geschiedenis
Meerdere winkels onder één dak, dateert terug naar de eerste (deels) overdekte bazaars, bijvoorbeeld de grote bazaar van Isfahan, dateert uit de 10e eeuw. 

### Winkelpassages
In 1798 werd de eerste overdekte winkelpassage gebouwd in Parijs, de Passage du Caire. De Burlington Arcade in Londen was de eerste Britse winkelpassage, geopend in 1819. In de Verenigde Staten was het concept geïntroduceerd in 1828 met de Westminster Arcade in Providence (Rhode Island). Italië volgde in de jaren 1860. Het eerste overdekte winkelcentrum werd in 1846 geopend met de naam Les Galeries Royales Saint-Hubert (Sint-Hubertusgalerijen) in Brussel, gebouwd door Jean-Pierre Cluysenaar. In vele andere grote steden werden gelijkaardige winkelpassages gebouwd in de late 19e eeuw en de vroege 20e eeuw. 

### Verenigde Staten
De eerste moderne winkelcentra in de VS werden gebouwd met de opkomst van de auto. Hierdoor konden potentiële klanten eenvoudig winkelcentra bereiken en zodoende zoveel mogelijk op één locatie inkopen doen. Market Square in Lake Forest (Illinois), vlak bij Chicago opende in 1916 als het eerste winkelcentrum binnen een bestaand gebied van winkelstraten, terwijl Country Club Plaza (1923) in Kansas City wordt geacht als het eerste winkelcentrum dat als zelfstandig winkelcentrum werd gebouwd. Na de Tweede Wereldoorlog werden deze centra groter en "geankerd" (Engels anchored) door grote warenhuizen, zoals Crenshaw Center (1947) in Los Angeles, met twee grote warenhuizen: een van drie en een van vijf verdiepingen. De Oostenrijks-Amerikaanse architect Victor Gruen kwam met het idee om de winkels binnen één gebouw te plaatsen, om comfortabeler te kunnen winkelen en voor een betere esthetische uitstraling, en de eerste van zulke centra in de VS was Southdale Center nabij Minneapolis, geopend in 1956. Dit soort "malls" werden een fenomeen in de VS; rond de 1.500 werden gebouwd tussen 1956 en 2005.

#### Einde van de traditionele "mall"
Dit soort winkelcentra werden in de VS tegen het einde van de jaren 1960 bekend als "malls" – "mall" refereerde daarvoor alleen aan het voetgangerspad waar de winkels langs stonden. Sinds rond 1990 zijn zulke "malls" veel minder populair; vele staan leeg ("dead malls") of zijn gesloopt. De uitzonderingen zijn de allergrootsten en degene die meer entertainment-opties hebben toegevoegd. Gespecialiseerde soorten winkelcentra hebben meer succes zoals de kleinschalige strip malls en neighborhood centers, en de grotere lifestyle centers (openlucht, vaak met tuinen, meer horeca, amusement, enz.), festival marketplaces, gericht op toeristen, outlet malls, Factory outlet centers, en power centers ("geankerd" door hypermarkten zoals Walmart, Costco en Target, en meerdere grootschalige categorie-specialisten).

### België
België telt talrijke winkelcentra. De meeste worden beheerd door Ceusters Property Management nv, AG Real Estate of Wereldhave Belgium. Dit is een lijst van de grotere winkelcentra in België.
| Winkelcentrum            | Locatie                | Oppervlakte | Aantal winkels | Openingsdatum     |
| ------------------------ | ---------------------- | ----------- | -------------- | ----------------- |
| Shopping 1               | Genk                   | 27.000 m²   | 90             | 28 augustus 1968  |
| Woluwe Shopping Center   | Sint-Lambrechts-Woluwe | 42.650 m²   | 121            | 4 september 1968  |
| Westland Shopping Center | Anderlecht             | 50.000 m²   | 126            | 30 augustus 1972  |
| Waasland Shopping Center | Sint-Niklaas           | 47.250 m²   | 134            | 20 december 1972  |
| City 2                   | Brussel                | 51.000 m²   | 105            | 18 oktober 1978   |
| Wijnegem Shop Eat Enjoy  | Wijnegem               | 60.250 m²   | 250            | 11 maart 1993     |
| Les Grands Prés          | Bergen                 | 42.000 m²   | 87             | 24 september 2003 |
| L'Esplanade              | Louvain-la-Neuve       | 55.700 m²   | 128            | 5 oktober 2005    |
| Médiacité                | Luik                   | 47.900 m²   | 124            | 21 oktober 2009   |
| Docks Bruxsel            | Brussel                | 44.000 m²   | 113            | 20 oktober 2016   |
| Rive Gauche              | Charleroi              | 39.000 m²   | 95             | 9 maart 2017      |
| Les Bastions             | Doornik                | 43.000 m²   | 100            | 1979              |
| Basilix                  | Sint-Agatha-Berchem    | 35.000 m²   | 40             | 1 april 1984      |
| M2 Shopping Center       | Maasmechelen           | 24.000 m²   | 34             | 23 maart 2002     |
| K in Kortrijk            | Kortrijk               | 34.000 m²   | 85             | 11 maart 2010     |
| Stadsfeestzaal           | Antwerpen              | 20.500 m²   | 35             | 25 oktober 2007   |
| Shopping Center Zuid     | Gent                   | 11.000 m²   | 40             | 21 april 1995     |
| Dok Noord                | Gent                   | 18.000 m²   | 20             | 18 maart 2016     |
| Ring Kortrijk            | Kortrijk               | 35.000 m²   | 90             | 24 oktober 1973   |
| Grand Bazar Antwerp      | Antwerpen              | 19.000 m²   | 50             | 2 april 1993      |
| Maasmechelen Village     | Maasmechelen           | 19.700 m²   | 100            | 10 oktober 2001   |
| Malinas                  | Mechelen               | 23.750 m²   | 19             | 28 oktober 2021   |
| Shopping Promenade       | Kapellen               | 11.500 m²   | 30             | 6 april 1995      |
| Den Tir                  | Antwerpen              | 12.000 m²   | 23             | 13 april 2006     |
| Docks Bruxsel            | Brussel                | 44.000 m²   | 113            | 20 oktober 2016   |
| Century Center           | Antwerpen              | 12.000 m²   | 33             | 1979              |
| B-Park                   | Brugge                 | 42.000 m²   | 15             | 22 oktober 2008   |
| Belle-Île                | Luik                   | 30.000 m²   | 100            | 23 maart 1995     |
| Frunpark                 | Wetteren               | 11.000 m²   | 16             | 22 maart 2008     |
| Galeries St-Lambert      | Luik                   | 41.000 m²   | 40             | 3 september 2004  |

### Nederland
Omstreeks 1960 werden in Nederland de eerste moderne winkelcentra geopend. Op 1 oktober 1959 werd in De Bilt een overdekt winkelcentrum ingehuldigd, Planetenbaan. Toonaangevender was echter In de Bogaard in Rijswijk, waarvoor toenmalig burgemeester A. Th. Bogaardt inspiratie vond in San Francisco. Het werd in 1963 in gebruik genomen. In 1965 werd het winkelcentrum van Etten-Leur geopend in het bijzijn van toenmalig staatssecretaris Joop Bakker en burgemeester A.J.A. Oderkerk. Dit complex staat bekend als het eerste overdekte winkelcentrum in Nederland (als men de oudere passages buiten beschouwing laat).
Nederlandse plannen voor megamalls naar buitenlands concept zijn tot nog toe zonder succes geweest. In 2009 wees de Tilburgse bevolking plannen voor vestiging van een dergelijk winkelcentrum in deze stad af in een volksraadpleging.
De enige tamelijk grote complexen zijn:
- Stadshart Amstelveen (Amstelveen)
- Winkelcentrum Kronenburg (Arnhem)
- MegaStores (Den Haag)
- Westfield Mall of the Netherlands (Leidschendam)
- Winkelcentrum Cityplaza (Nieuwegein)
- Designer Outlet Roermond (Roermond)
- Winkelcentrum Alexandrium (Rotterdam)
- Winkelcentrum Zuidplein (Rotterdam)
- Hoog Catharijne (Utrecht)
- The Wall (Utrecht)

## Grootste winkelcentra
De top 10 van grootste winkelcentra bestaat voornamelijk uit winkelcentra in Azië. Sinds 2005 zijn vooral in China veel megawinkelcentra gebouwd, waarbij vaak niet werd gekeken naar de vraag naar winkelcentra van dergelijke omvang, waardoor financiële missers ontstonden.
Het grootste winkelcentrum ter wereld is de Dubai Mall. De voormalig grootste South China Mall, met een verkoopoppervlak van 600.000 vierkante meter, werd in 2005 geopend in een buitenwijk van de industriestad Dongguan. Door gebrek aan vraag (de prijzen waren te hoog voor de gemiddelde inwoner van de stad en door de locatie kon het alleen per auto worden bereikt) en aanbod (99,2% van de zaken werd niet bezet) sloot het alweer in 2008.
Het op een na grootste winkelcentrum ter wereld, Jin Yuan bij Peking, ligt afgelegen ten opzichte van het stadscentrum en heeft sinds de opening in 2004 te kampen met een gebrek aan bezoekers.

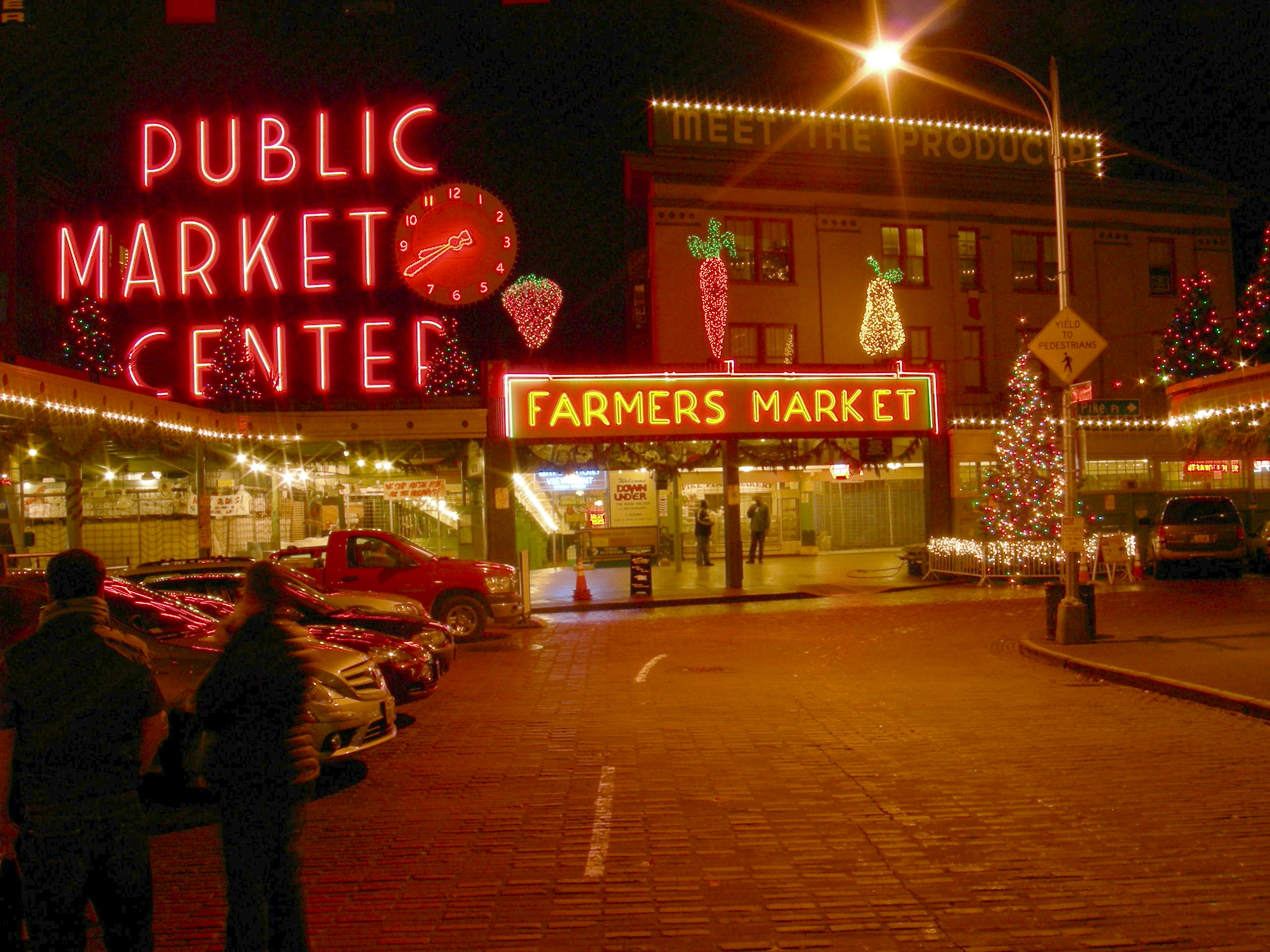
Winkelcentrum tijdens kerst in Seattle
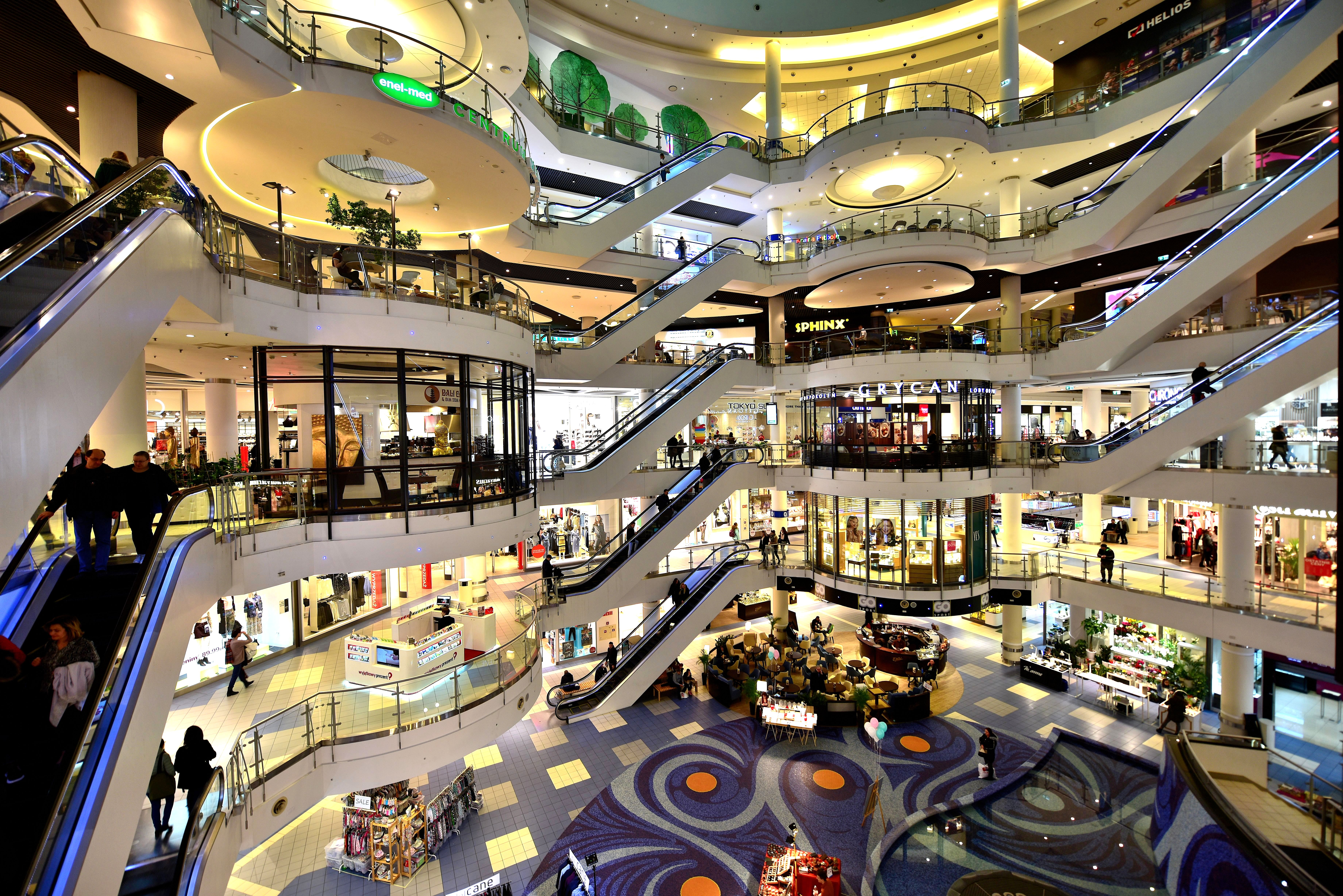
Blue City in Polen
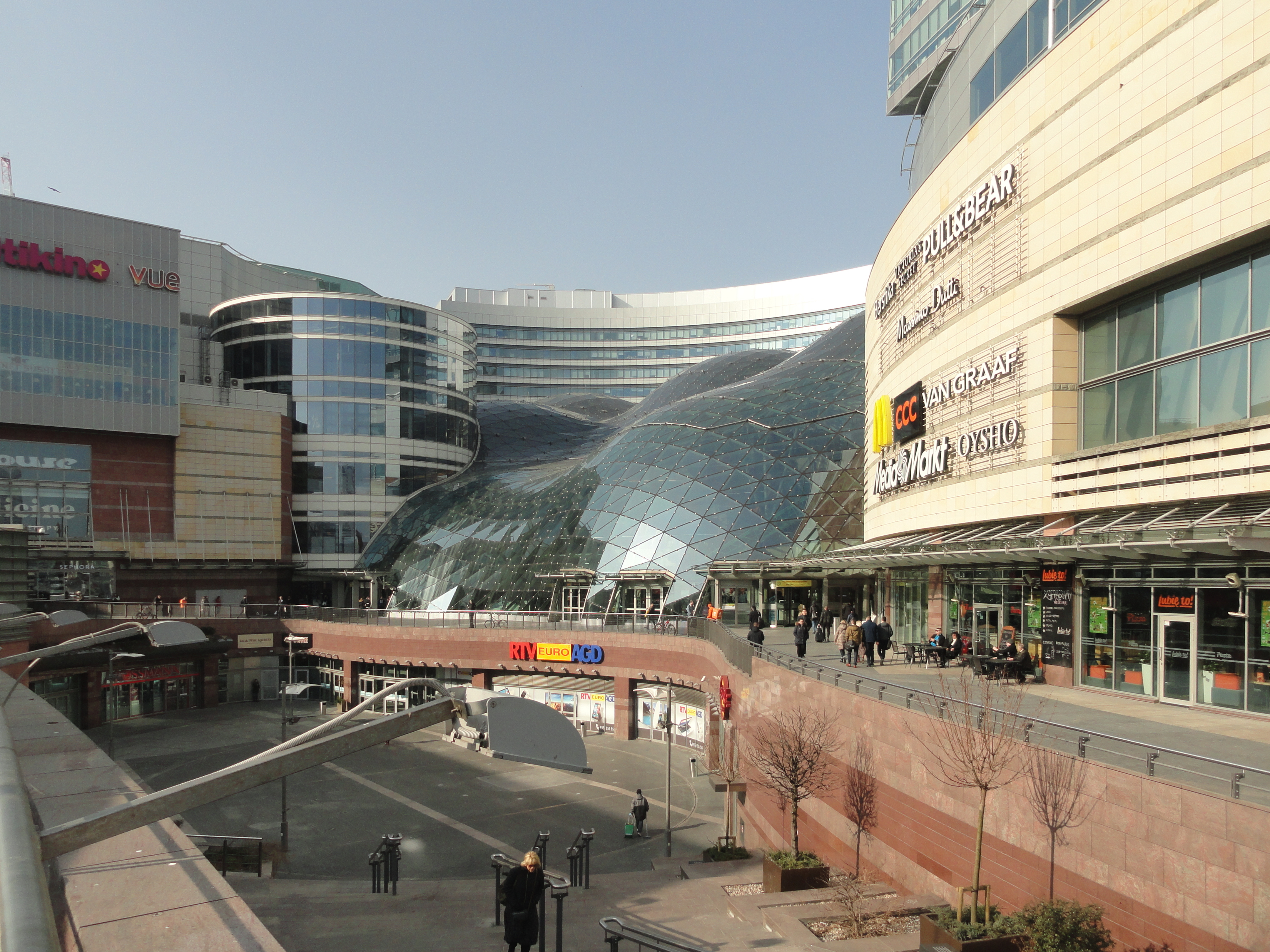
Winkelcentrum in Warschau